# Roland Munz

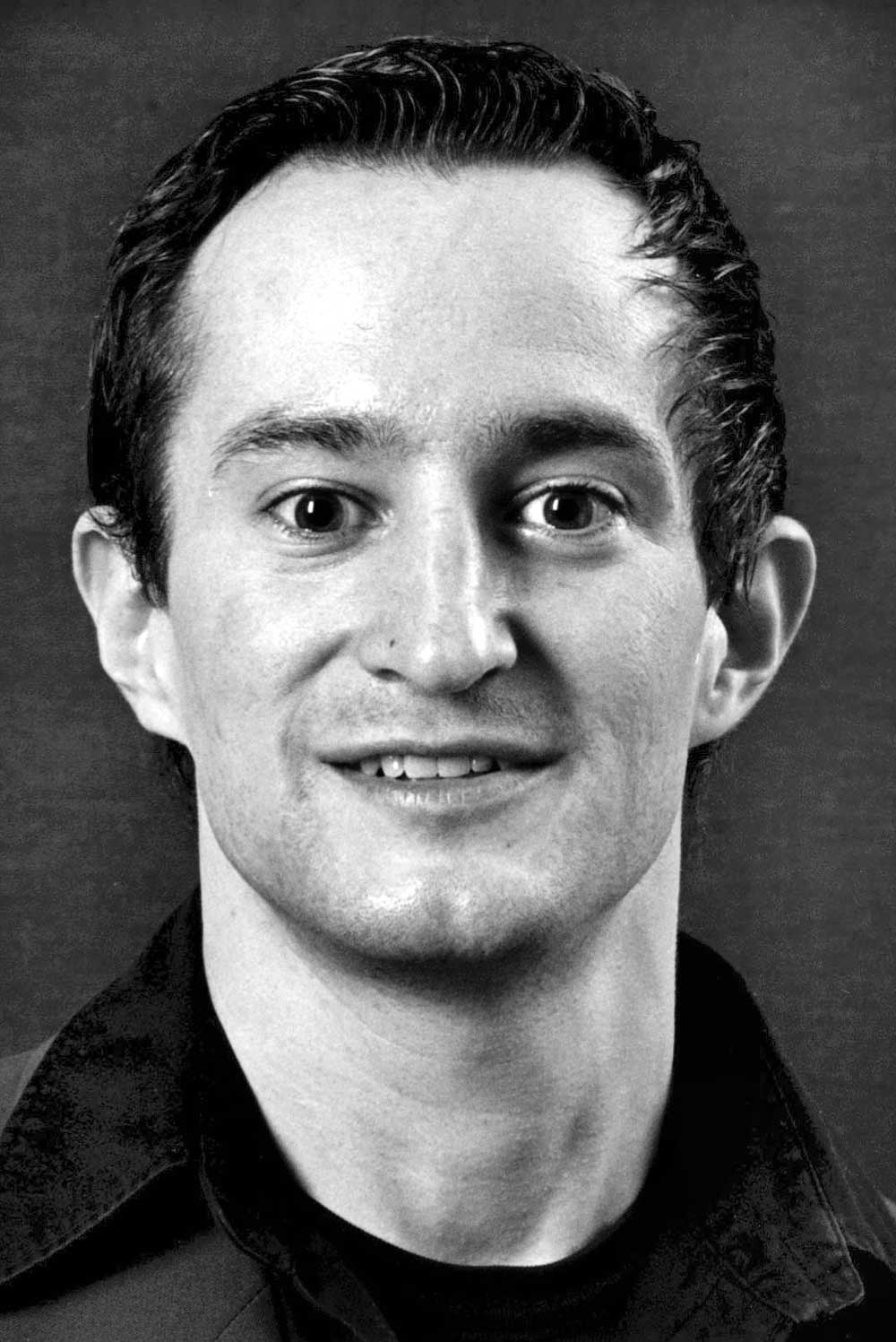
Roland Munz

Roland Munz (* 29. März 1972) ist ein Schweizer Politiker (SP).

## Biografie
Munz studierte am Institut für Kommunikationswissenschaften der Universität Freiburg. Nach dem Studium präsidierte er 2002 bis 2007 die Kurierunternehmung Veloblitz in Zürich, für welche er seit 1995 Einsätze als Fahrradkurier leistet. Im Hauptberuf ist Munz selbständiger Kommunikationsgestalter. 
Von Januar 2000 bis Mai 2007 und wieder seit Juni 2009 sitzt er im Zürcher Kantonsrat. Hier vertritt er seit 2001 die SP, nachdem er als letzter Vertreter des 2000 aufgelösten LdU seinen Einstand im Kantonsparlament gab. Roland Munz politisiert in den Bereichen Verkehrspolitik, Raumplanung und Wirtschaftspolitik. Er nahm Einsitz in die Kommission für Planung und Bau (KPB) und die Kommission für Energie, Verkehr und Umwelt (KEVU). Seit Juni 2010 gehört er der Aufsichtskommission über die wirtschaftlichen Unternehmungen (AWU) an. Die AWU ist das politische Aufsichtsgremium über die Elektrizitätswerke des Kantons Zürich (EKZ), die Gebäudeversicherung des Kantons Zürich (GVZ) und die Zürcher Kantonalbank (ZKB). 
Munz präsidierte 2008 bis 2011 die Fachkommission Umwelt der SP des Kantons Zürich. Weiter ist der offen schwule Politiker Gründer und Geschäftsführer der Organisation Stop Murder Music ZH.
Munz ist ledig und wohnt in Schwamendingen.